# José María Mendoza
José María Mendoza (Arizpe, Sonora,  1795 - Ures, Sonora, 3 de diciembre de 1863) Gobernador del Estado de Sonora. Gobernador del Estado. Nació en la ciudad de Arizpe en 1795. Secretario del ayuntamiento de la citada población por varios años a partir de 1822, pasó al ramo de Hacienda, en los años de 1831 a 1834 estuvo al frente de la Tesorería General, fue una vocal del Consejo de Gobierno y gobernador interino de Estado del 6 al 10 de agosto de 1832. Por segunda vez estuvo al frente de la tesorería en 1835, pasó a la  comisaría general, prefecto del distrito de Arizpe en 1837, jefe de Hacienda en 1842, otra vez Tesorero General de 1846 a 1848 y Secretario de Gobierno en junio de 1849. En todos estos cargos se distinguió por su honradez y laboriosidad, volvió a encargarse de la comisaría general y en 1862 obtuvo su jubilación. Falleció en Ures el 3 de diciembre de 1863. Una calle de la ciudad de Hermosillo lleva su nombre en recuerdo suyo.